# 三五十五
三五 十五（さんご じゅうご、1962年〈昭和37年〉3月16日 - 2015年〈平成27年〉3月3日）は、日本のパフォーマー・お笑いタレント。人体実験パフォーマンス集団「電撃ネットワーク」のメンバーとして主にMC（司会）を担当した。本名：小林 祐司（こばやし ゆうじ）。茨城県出身。茨城県立松丘高等学校卒業。

## 略歴
電撃結成まで5組以上コンビを結成・解散を繰り返したツッコミ師。以後の活動は「電撃ネットワーク」の項も参照。
動物の知識が深く、ショーに使用するサソリやすっぽんなどを調達をするのは三五の役目であった。特に熱帯魚に関する造詣が深く、熱帯魚雑誌に連載を持っていた。その連載もフィールド（河川や海）での採取など、体を張ったものが多かった。
「P.T.A（パパとうちゃんおーるすたーず）」「うんちはっけん!!」や「三五十五&エレファンツ」「誰かのためなら生きられる」などバンド活動も行っていたほか、八多太司との漫才コンビ「御神酒徳利」としても活動した。

2011年（平成23年）、漁港（フィッシュロックバンド）森田釣竿、演芸ロックミュージシャン イカルス渡辺、大和女組 アクビトモミとともに実力派演歌ユニット 天地空海ファミリーを結成。
渋谷のClub Asiaにて旗揚げ公演を行う
2013年（平成25年）7月に肺癌を患い、療養のため芸能活動を休止していたが、2015年（平成27年）3月3日に都内の病院で死去。52歳没。

## 番組
- FMひたち「電撃三五十五のTHE 8」（毎週月曜日20:00～21:00）（2012年2月～2013年）

## 連載
- 楽しい熱帯魚「三五十五の闘魂・熱帯魚」（白夜書房）（2002年2月〜2013年1月）
- 楽しい熱帯魚「三五十五のあまり大きな声じゃ言いませんがっ！」（白夜書房）（2013年2月-10月休刊まで）
- 週刊ファミ通「いまどきの子供」（エンターブレイン）（2003年11月-2007年1月）
- 遊びの達人「本日も命がけ！」（遊民社）（2002年1月-2004年5月）
- 別冊ブブカ「三五十五の縦横無尽」（コアマガジン）（2001年12月-2002年8月）